# Arnoglossus micrommatus
Arnoglossus micrommatus is een  straalvinnige vissensoort uit de familie van botachtigen (Bothidae). De wetenschappelijke naam van de soort is voor het eerst geldig gepubliceerd in 1997 door Amaoka, Arai & Gomon.